# Салт-Ен-Пепа
„Салт-Ен-Пепа“ (на английски: Salt-N-Pepa) е американска женска хип-хоп група от Куинс, Ню Йорк.
Групата се състои от Черил Джеймс „Салт“, Сандра Дентън „Пепа“ и първоначално Латоя Хенсън, която е заменена с Дийдра Роупър „DJ Спиндерела“. Създадена е през 1985 г. е една от първите женски рап групи.
През тяхната кариера „Салт-Ен-Пепа“ печели 5 награди: Грами за „Най-добра рап група/дует“, 3 награди от MTV Video Music Awards за „Най-добър електронен денс видеоклип“, „Най-добра хореография“ и „Най-добро R&B видео“ и „Хип-хоп Icon Award“ през 2010 г.

## Дискография

### Студийни албуми
- Hot, Cool & Vicious (1986)
- A Salt with a Deadly Pepa (1988)
- Blacks' Magic (1990)
- Very Necessary (1993)
- Brand New (1997)

### Компилации
- A Blitz of Salt-n-Pepa Hits (1990)
- The Greatest Hits (1991)
- Rapped in Remixes: The Greatest Hits Remixed (1992)
- The Best of Salt-N-Pepa (1999)
- 20th Century Masters: The Millennium Collection (2002)
- Icon (2011)

### Сингли
- The Show Stoppa (1985)
- My Mic Sounds Nice (1987)
- Tramp (1987)
- Push It (1987)
- Chick on the Side (1987)
- Shake Your Thang (1988)
- Get Up Everybody (Get Up) (1988)
- Twist and Shout (1989)
- Expression (1989)
- Independent (1990)
- Do You Want Me (1991)
- Let's Talk About Sex (1991)
- You Showed Me (1991)
- Expression (Hard Ecu Edit) (1992)
- Start Me Up (1992)
- Shoop (1993)
- Whatta Man (1994)
- None of Your Business (1994)
- Heaven 'n Hell (1994)
- Ain't Nuthin' But a She Thing (1995)
- Champagne (1996)
- R U Ready (1997)
- Gitty Up (1998)
- The Brick Track Versus Gitty Up (1999)